# Kurynie
Kurynie (lit. Kūriniai) – wieś na Litwie, w okręgu wileńskim, w rejonie święciańskim, w gminie Kołtyniany.

## Historia
W czasach zaborów wieś rządowa w gminie Łyngmiany, w powiecie święciańskim, w guberni wileńskiej Imperium Rosyjskiego. W 1866 roku miała 52 mieszkańców w 8 domach. W 1905 roku liczyła 72 mieszkańców, 107 dziesięcin.
W dwudziestoleciu międzywojennym wieś leżała w Polsce, w województwie wileńskim, w powiecie święciańskim, w gminie Kołtyniany.
W 1931 w 22 domach zamieszkiwało 138 osób.
Od 1945 roku w Litewskiej Socjalistycznej Republice Radzieckiej..
Od 1990 na niepodległej Litwie.